# Стоянівська сільська рада (Радехівський район)
| Стоянівська сільська рада — колишній орган місцевого самоврядування у Радехівському районі Львівської області з адміністративним центром у с. Стоянів. Історична дата утворення: в 1939 році. Водоймища на території, підпорядкованій даній раді: річка Судилівка. Сільській раді підпорядковані населені пункти: - с. Стоянів - с. Збоївська |

## Склад ради
Рада складається з 20 депутатів та голови.